# Big Boi
Pour les articles homonymes, voir Boi.
Antwan André Patton, de son vrai nom Big Boi (né le 1er février 1975 à Savannah, en Géorgie), est un rappeur, producteur et acteur américain, membre du duo alternatif OutKast aux côtés d'André 3000. Les deux rappeurs comptent six albums. Le premier album solo de Big Boi, Sir Lucious Left Foot: The Son of Chico Dusty est publié en janvier 2010. En 2012, il publie son second album solo, Vicious Lies and Dangerous Rumors.

## Biographie

### Jeunesse
Patton naît et passe la première moitié de son enfance à Savannah, allant à la Herschel V. Jenkins High School avant d'emménager à Atlanta avec sa tante Renne. Il s'intéresse activement à la musique pendant ses études à la Tri-Cities High School.

### OutKast
Patton s'intéresse activement au hip-hop, puis fait la rencontre d'André « André 3000 » Benjamin à la Tri Cities High School vers le début des années 1990. Ils unissent leurs forces pour créer OutKast et signent avec le label LaFace Records. Patton parle souvent de problèmes liés à la communauté afro-américaine et au monde. Par exemple, dans le titre War il s'attaque au gouvernement Bush et de la guerre contre le terrorisme.

### Carrière solo

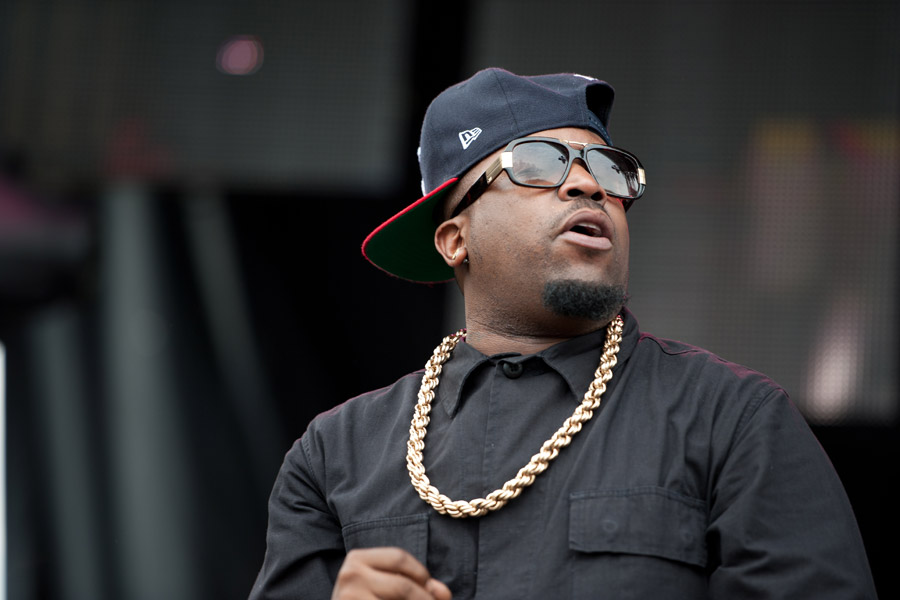
Big Boi au Counterpoint Festival, en 2012.

En 2005, Big Boi publie une mixtape/compilation, Got Purp? Vol 2 le 22 novembre au label Purple Ribbon Records ; Aquemeni Records met la clé sous la porte après le départ de Benjamin. Le premier single de l'album s'intitule Kryptonite, classé 35e du Billboard Hot 100. Patton participe également au titre International Players Anthem (I Choose You), le premier single de l'album Underground Kingz d'UGK. Il participe également à bon nombre de chansons de rappeurs et chanteurs tels que Missy Elliott (All N My Grill), Trick Daddy (In da Wind), Jay-Z (Poppin' Tags), Killer Mike (A.D.I.D.A.S.), Beyoncé (Hip Hop Star), Brooke Valentine (Girlfight), Sleepy Brown (Margarita), et Fantasia (Hood Boy).
En 2007, après la publication du sixième album d'OutKast, Idlewild, Big Boi annonce un futur album solo. Le premier single de l'album, Royal Flush, est publié en 2007, et fait participer Raekwon et André 3000. Au fil des années qui suivent, l'album est reporté à plusieurs reprises, mais quelques singles accompagnés de leurs vidéos respectives sont publiés comme Shine Blockas avec Gucci Mane, For Yo Sorrows avec George Clinton, et Too Short et General Patton avec Big Rube. Le premier album solo de Big Boy, Sir Lucious Left Foot: The Son of Chico Dusty, est finalement publié à l'international le 6 juillet 2010. Il fait participer la chanteuse Janelle Monáe ; le nouveau groupe de Big Boi, Vonnegutt ; et les rappeurs T.I. et B.o.B. Sir Lucious Left Foot: The Son of Chico Dusty est bien accueilli par l'ensemble de la presse spécialisée, qui félicite l'album pour sa musique inventive, son style, et les paroles de Big Boi,. Il se classe également troisième du Billboard 200. Shutterbugg, issu de cet album, est inclus dans la bande originale du jeu vidéo NBA 2K11.
En juillet 2010, lors d'un entretien avec The Village Voice, Big Boi annonce une suite de Sir Lucious Left Foot, intitulée Vicious Lies and Dangerous Rumors, qui « comptera peut-être six titres. » Il est initialement prévu pour fin 2012. Le 27 février 2011, Big Boi annonce un album avec les rappeurs Mike Bigga et Pill. Plus tard, le 28 avril 2011, Big Boi annonce travailler avec Modest Mouse pour leur nouvel album Strangers to Ourselves.
Big Boi publie un deuxième album solo, Vicious Lies and Dangerous Rumors le 13 novembre 2012. Le premier single de l'album s'intitule Mama Told Me en featuring avec Kelly Rowland. L'album fait participer ASAP Rocky, Ludacris, T.I., Little Dragon, Phantogram, Kelly Rowland, Kid Cudi et B.o.B. Par la suite, il prévoit un nouvel album pour janvier 2014,. En 2012 toujours, Big Boi révèle avoir parlé à la recluse Kate Bush et a laissé entendre qu'il pourrait planifier une collaboration avec la chanteuse.
Le 21 mars 2014, Big Boi annonce un contrat avec Jordan Feldstein. Le 10 mai 2014, il révèle avoir signé au label Epic Records.

## Discographie
- 2010 : Sir Lucious Left Foot: The Son of Chico Dusty
- 2012 : Vicious Lies and Dangerous Rumors
- 2015 : Big Grams
- 2017 : Boomiverse

## Filmographie

### Cinéma
- 2005 : ATL de Chris Robinson : Marcus
- 2006 : Idlewild Gangsters Club (Idlewild) de Bryan Barber : Rooster
- 2007 : Who's Your Caddy? de Don Michael Paul
- 2017 : Baby Driver d'Edgar Wright : le patron du restaurant
- 2018 : Superfly de Director X : Mayor Atkins

### Télévision
- 2008 : New York, unité spéciale (saison 10, épisode 7) : Gots Money
- 2017 : Star : lui-même